# سونیک شیطانی

## داستان
سونیک شیطانی(sonic.exe) یک کریپی پاستا است که در ابتدا توسط JC-the-Hyena ساخته شد. داستان اصلی داستان نوجوانی به نام تام میلر است که یک سی دی از دوستش کایل اسکات و یادداشتی دریافت می کند که به او می گوید آن را نابود کند. 
تام که اخطار کایل را شوخی می‌داند، تصمیم می‌گیرد آن را بازی کند و متوجه می‌شود که آن را نسخه خالی از سکنه بازی سونیک خارپشت به انگلیسی (sonic the hedghog) در سال ۱۳۷۰ به میلادی (۱۹۹۱) می‌داند. نسخه خالی از سکنه بازی حاوی جلوه‌های صوتی آزاردهنده‌ای از سایر بازی‌های ویدیویی و همچنین یک موجودیت الدریچ معروف به عنوان سونیک شیطانی(sonic.exe) یا معروف به فقط ایکس به انگلیسی (just x) است که شکلی تقریباً مشابه با سونیک به خود می‌گیرد، با صلبیه خون‌آلود، سیاه‌شده و مردمک‌های قرمز درخشان. در هر یک از سه سطح، تام در نقش های تیلز، ناکلز و دکتر اگمن بازی می کند تا در پایان آن ها توسط X کشته و به بردگی گرفته شوند. پس از کشته شدن همه شخصیت‌ها، تصویری «فوق واقع گرایانه» از شخصیت با عنوان «من خدا هستم» ظاهر می‌شود. با شنیدن صدایی که می‌گوید: «سعی کن این را برای من جالب نگه‌داری، تام.»، تام برمی‌گردد، اما یک اسباب‌بازی پرشده سونیک را می‌بیند که روی تختش خون گریه می‌کند، سرنوشت او نامعلوم است (عاقبت بیان می‌کند که تام به‌طور ناموفق سعی کرد خود را حلق آویز کند تا روحش توسط X گرفته نشود، فقط برای اینکه او [مشخص شود] غالب شود).
داستان اصلی برای اولین بار در ویکی کریپی پاستا در آگوست 2011 پست شد و در ژانویه 2014 به دلیل شکایت از کیفیت پایین آن در مقایسه با سایر کریپی پاستا های بازی حذف شد، علیرغم اینکه تا حدودی تاثیرگذار بود. واکنش فزاینده نسبت به این داستان باعث شد نویسنده آن گزارشی طولانی در مورد نارضایتی خود از تصمیم کریپی پاستا ویکی منتشر کند، که تنها انتقادهای بیشتری را برانگیخت.